# Kerstin Landwehr
Kerstin Landwehr (* 11. Februar 1972 in Schwelm) ist eine deutsche Kinderbuch-Autorin.

## Werdegang
Nach dem Studium der Germanistik volontierte Kerstin Landwehr in einem Verlag. Danach begann sie, Kinderbücher zu schreiben. Häufig handelt es sich dabei um Sachbücher für Kinder im frühen Schulalter. Die Illustrationen einiger ihrer Bücher stammen von ihrer Tochter Lisa Landwehr. Bücher von Landwehr erschienen auch in polnischer, lettischer, ukrainischer, tschechischer und slowakischer Sprache.
Kinder bestimmten 2015 Landwehrs Buch Gefahr im Sausewald für den Bad Iburger Kinderliteraturpreis „Schlossgeschichten“.

## Bücher (Auswahl)
- Tochter des Drachen. Stangl, Paderborn 2002, ISBN 978-3-934969-30-8.
- Das große Buch der 111 interessantesten Experimente. Compact Verlag, München 2006, ISBN 978-3-8174-5939-1 (polnisch 2009).
- Der große Naturführer für Kinder – entdecken, erkennen, bestimmen. Compact Verlag, München 2007, ISBN 978-3-8174-6147-9 (lettisch 2010).
- Der Weltraum – 333-mal was Kinder wirklich wissen wollen. Compact Verlag, München 2008, ISBN 978-3-8174-6551-4 (mit Jürgen Brück; ukrainisch 2011).
- Alarm im Polarmeer – Das Klima-Mitmach-Buch für Kinder. Draksal Fachverlag, Leipzig 2011, ISBN 978-3-86243-016-1 (Illustrationen von Lisa Landwehr).
- Wer experimentiert, kapiert! Die spannendsten Experimente für Kinder – absolut ungefährlich. Compact Verlag, München 2013, ISBN 978-3-8174-9251-0 (mit Martina Rüter; Illustrationen von Heidi Velten und Florian Hebach; tschechisch 2014, slowakisch 2017; 6 weitere Auflagen bis 2019).
- Die Struppse, Bd. 1., Gefahr im Sausewald. BVK, Kempen 2013, ISBN 978-3-86740-475-4 (mit Andrea Tändler).
- Die Struppse, Bd. 2., Suche nach dem Kullerkäfer. BVK, Kempen 2014, ISBN 978-3-86740-566-9 (mit Andrea Tändler).
- Die Flucht : wie die Tiere ein neues Zuhause finden. BVK, Kempen 2016, ISBN 978-3-86740-742-7 (Illustrationen von Lisa Landwehr).
- Bitte nicht stören – Leselauscher Geschichten. BVK, Kempen 2021, ISBN 978-3-86740-824-0 (mit Lisa Landwehr).
- Sensationelle Küchen-Experimente – ausprobieren, staunen, verstehen. Circon Verlag, München 2022, ISBN 978-3-8174-4289-8 (mit Martina Rüter; llustrationen von Gisa Borchers).
- Coole Zuhause-Experimente – ausprobieren, staunen, verstehen. Circon Verlag, München 2022, ISBN 978-3-8174-4288-1 (mit Marina Rüter).
- Genialele Outdoor-Experimente – ausprobieren, staunen, verstehen. Circon Verlag, München 2023, ISBN 978-3-8174-4287-4 (mit Christa Pöppelmann, Roland Müller und Martina Rüter; llustrationen von Gisa Borchers).